# Manettia chrysoderma
Manettia chrysoderma är en måreväxtart som beskrevs av Thomas Archibald Sprague. Manettia chrysoderma ingår i släktet Manettia och familjen måreväxter. Inga underarter finns listade i Catalogue of Life.